# Kōsō Abe
Kōsō Abe (阿部 孝壮, Abe Kōsō) (24 mars 1892 - 19 juin 1947) est un vice-amiral de la marine impériale japonaise. Affecté aux îles Mariannes durant la Seconde Guerre mondiale, il en est de fait le gouverneur-militaire au moment où les Américains lancent le raid de Makin en août 1942, l'une des premières opérations terrestres des États-Unis contre le Japon après l'attaque sur Pearl Harbor. Les Américains repartent de l'île après avoir mené leur opération avec succès mais laissent neuf hommes derrière eux qu'Abe fait exécuter par décapitation. Après 1945, il est arrêté et condamné pour crimes de guerre. Il est exécuté par pendaison en 1947.

## Biographie
Né dans la préfecture de Yamagata au nord du Japon, Abe sort diplômé de la 40e promotion de l'académie navale impériale du Japon en 1912, étant classé 73e sur 144 cadets. Il sert comme aspirant sur les croiseurs Azuma et Yakumo de 1912 à 1913. Promu enseigne en 1915, il est affecté sur l'Izumo. Il retourne étudier l'artillerie navale et les torpilles plus tard dans l'année mais n'est diplômé que fin 1917, il est donc indisponible pour participer aux combats de la Première Guerre mondiale.
Nommé lieutenant en 1918, lieutenant-commandant en 1924 puis commandant en 1930, il sert comme officier en chef de l'artillerie sur les destroyers Yamakaze et Akikaze, les croiseurs Asama, Naka et Ashigara, et les cuirassés Haruna, Yamashiro et Hyūga. Il est promu capitaine le 15 novembre 1934.
Abe reçoit son premier commandement le 15 novembre 1935 avec le croiseur Jintsū. Il sert par la suite comme capitaine du Naka, du Tenryū, du Mikuma, du Myōkō, et du Hiei dans les années 1930.
Abe est promu contre-amiral le 15 novembre 1940. Il commande la division de transport pour l'invasion de Port Moresby (opération Mo), finalement annulée, durant la bataille de la mer de Corail.
Du 5 février 1942 au 29 novembre 1943, Abe est commandant de la 6e base à Kwajalein dans les îles Marshall dont il est de ce fait le gouverneur-militaire.
Les 17 et 18 août 1942, une force d'environ 200 soldats américains débarque en sous-marins sur l'île Makin. Ce raid de Makin a pour but de détruire les installations japonaises, de récolter des informations, de tester les tactiques de raids, de remonter le moral des Américains et de possiblement divertir l'attention japonaise de Guadalcanal. Bien qu'ayant perdu trente des leurs, les soldats américains tuent 85 à 160 Japonais, détruisent la station de radio, le dépôt de carburant, le matériel et les installations. Le raid attire l'attention de la presse américaine et fait même l'objet d'un film de propagande, Gung Ho!, la même année, mais son importance militaire reste faible. Neuf soldats américains sont accidentellement laissés derrière durant le raid et sont capturés par les Japonais et emprisonnés à Kwajalein pendant un mois.
Le plan initial était d'envoyer ces prisonniers américains au Japon pour y être détenus. Cependant, malgré les protestations du capitaine Yoshio Obara, un des commandants japonais sur place, et du commandant Hiusakichi Naiki, le chef de la police militaire locale, Abe ordonne l'exécution des prisonniers par décapitation le 16 octobre 1942.
Du 27 décembre 1943 au 25 avril 1945, Abe est commandant de l'école d'artillerie navale de Tateyama. Jusqu'à la fin de la guerre, il sert comme commandant des unités de la base navale de Sasebo à Kyūshū.
Après la guerre, Abe est arrêté par les autorités d'occupation américaines et accusé de crimes de guerre, principalement en raison des témoignages sur ses actes lors du raid de Makin. Il est extradé à Guam où un tribunal militaire le condamne pour « violation de la loi et de la pratique de la guerre et des standards moraux d'une société civilisée ». Abe est exécuté par pendaison le 19 juin 1947 à Guam.